# Joachim Nerz
Joachim Nerz (* 1964) ist ein deutscher Botaniker. Sein offizielles botanisches Autorenkürzel lautet „Nerz“.

## Leben
Nerz ist spezialisiert auf die karnivoren Pflanzengattungen Kannenpflanzen und Sumpfkrüge. Er hat, häufig in Zusammenarbeit mit Andreas Wistuba, zahlreiche neue Arten der beiden Gattungen beschrieben. Einen weiteren Schwerpunkt seiner Arbeit bilden Ameisenpflanzen.

## Veröffentlichungen
- mit Jan Schlauer: Notes on Nepenthes (Nepenthaceae). Contributions to the Flora of Sumatra. In: Blumea. Bd. 39, 1994, ISSN 0006-5196, S. 139–142.
- mit Andreas Wistuba: Five new taxa of Nepenthes (Nepenthaceae) from North and West Sumatra. In: Carnivorous Plant Newsletter. Bd. 23, Nr. 4, 1994, ISSN 0190-9215, S. 101–114, (online).
- mit Phill Mann, Thomas Alt und Trend Smith: Nepenthes sibuyanensis, a new Nepenthes from Sibuyan, a remote island of the Philippines. In: Carnivorous Plant Newsletter. Bd. 27, Nr. 1, 1998, S. 18–23, (online).
- Rediscovery of an outstanding Nepenthes: N. aristolochioides (Nepenthaceae). In: Carnivorous Plant Newsletter. Bd. 27, Nr. 3, 1998, S. 101–114, (online).
- mit Andreas Wistuba: Heliamphora hispida (Sarraceniaceae) a new species from Cerro Neblina, Brazil-Venezuela. In: Carnivorous Plant Newsletter. Bd. 29, Nr. 2, 2000, S. 37–41, (online).
- mit Thiev Mike: Saccifolium, oder die bemerkenswerte Geschichte einer der seltensten Tepui-Pflanzen. In: Der Palmengarten. Bd. 64, Nr. 1, 2000, ISSN 0176-8093, S. 11–16.
- mit Andreas Wistuba: Heliamphora hispida (Sarraceniaceae), a new species from Cerro Neblina, Brazil-Venezuela. In: Carnivorous Plant Newsletter. Bd. 29, Nr. 2, 2000, S. 37–41, (online).
- Heliamphora elongata (Sarraceniaceae), a new species from Ilu Tepui. In: Carnivorous Plant Newsletter. Bd. 33, Nr. 4, 2004, S. 111–116, (online).
- mit Andreas Wistuba: Heliamphora exappendiculata, a clearly distinct species with unique characteristics. In: Carnivorous Plant Newsletter. Bd. 35, Nr. 2, 2006, S. 43–51, (online).
- mit Andreas Wistuba und Andreas Fleischmann: Nepenthes flava, a New Species of Nepenthaceae from the Northern Part of Sumatra. In: Blumea. Bd. 52, 2007, S. 159–163, doi:10.3767/000651907X612418.